# 佩尔南-韦热莱斯
佩尔南-韦热莱斯（法語：Pernand-Vergelesses，法語發音：[pɛʁnɑ̃ vɛʁʒəlɛs]）是法国科多尔省的一个市镇，属于博讷区。

## 地理
佩尔南-韦热莱斯（47°4'48"N, 4°51'4"E）面积5.59 平方千米，位于法国勃艮第-弗朗什-孔泰大區科多尔省，该省份为法国中东部省份，北起奥布省，西接涅夫勒省和约讷省，南至索恩-卢瓦尔省，东南接汝拉省，东临上索恩省，东北部与上马恩省接壤。
与佩尔南-韦热莱斯接壤的市镇（或旧市镇、城区）包括：埃什夫罗讷、阿洛斯科尔通、萨维尼莱博讷、拉杜瓦-塞里尼、马尼莱维莱尔。

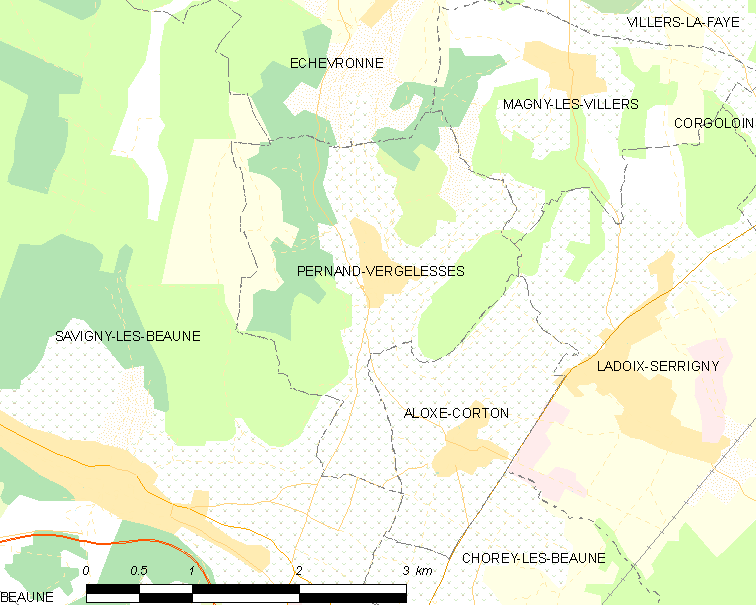
佩尔南-韦热莱斯的OSM定位图

佩尔南-韦热莱斯的时区为UTC+01:00、UTC+02:00（夏令时）。

## 行政
佩尔南-韦热莱斯的邮政编码为21420，INSEE市镇编码为21480。

## 政治
佩尔南-韦热莱斯所属的省级选区为拉杜瓦-塞里尼县。

## 人口

1962-2008年间佩尔南-韦热莱斯人口变化图示

佩尔南-韦热莱斯于2022年1月1日时的人口数量为240人。